# Église Notre-Dame-des-Vertus d'Aubervilliers
Pour les articles homonymes, voir Église Notre-Dame-des-Vertus.
L'église Notre-Dame-des-Vertus est une église située 1, rue de la Commune de Paris, qui depuis la fermeture à la circulation est connue comme la "place de la Mairie", à Aubervilliers, en France. L'édifice est le lieu de culte de la paroisse catholique d'Aubervilliers au sein du diocèse de Saint-Denis-en-France.

## Localisation
L'église est située sur la commune d'Aubervilliers, en Seine-Saint-Denis, et fait l’objet d’un classement au titre des monuments historiques depuis le 17 juillet 1908.

## Histoire

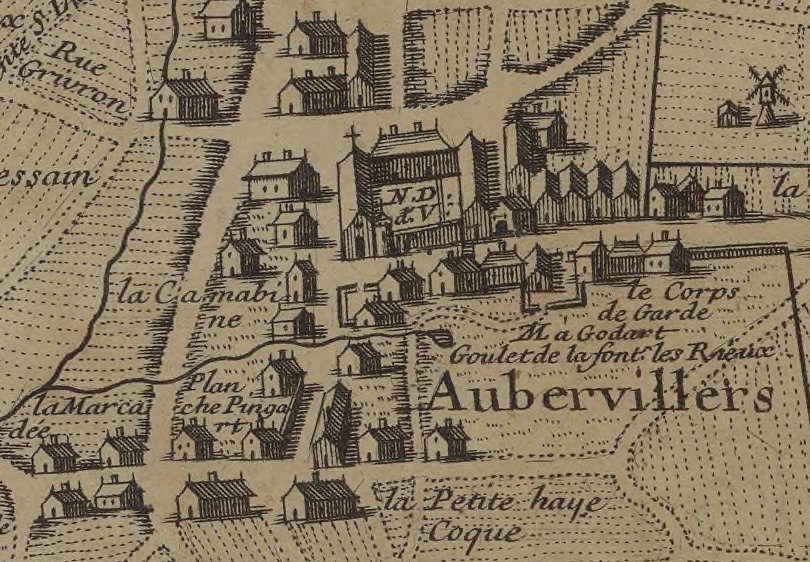
Plan du terroir de St-Denis en France et des paroisses de La Chapelle d'Aubervilliers, de la Cour Neuve, de Stains, de Pierrefitte, de Villetaneuse, d'Epinay et St-Ouen, Inselin.

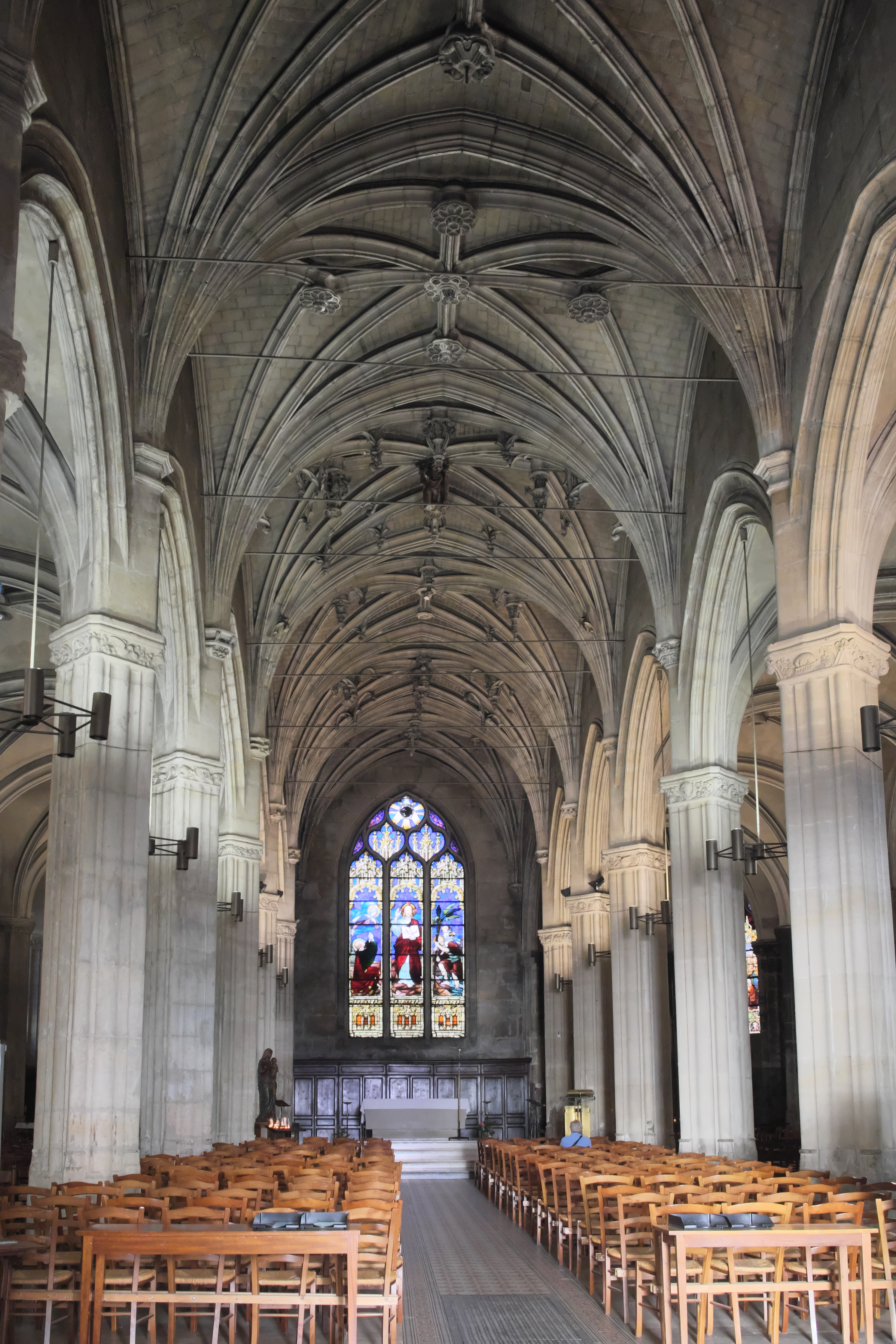
La nef centrale.

Une église est attestée à cet emplacement au début du XIIIe siècle, Saint-Christophe, peut-être d'origine carolingienne. En 1242, elle est rattachée à Saint-Marcel de Saint-Denis.
Eté 1336 : la sécheresse sévit et le manque d’eau a des conséquences terribles à Aubervilliers, au cœur de la plus vaste plaine légumière de France. Le 14 mai, une jeune fille vient prier dans l’église d’Aubervilliers : « la divine Mère de Dieu fit ruisseler fil à fil du visage de sa statue une douce pluie qui tombait à grosses gouttes sur l’autel. Cette pluie fut bientôt suivie d’une pluie douce et abondante qui vivifia la terre ».
À la suite du miracle de la pluie et des nombreuses guérisons qui se produisent dans l’église, de nombreux pèlerins, dont des rois et des saints, viennent à Aubervilliers se confier au Seigneur et à la Vierge Marie.
La petite église n'arrive plus à contenir l'afflux des pèlerins, et au XVe siècle, une nouvelle église est construite à cet endroit.
L’église est de style gothique rayonnant. Les chapiteaux sont décorés de feuillage, d’animaux et de symboles chrétiens. Les branches des voûtes à liernes et tiercerons retombent en pénétration dans le pilier
Une tour massive d’une hauteur de 30 mètres (1541) a été rattachée à l’église par agrandissement de la nef en 1616-1621.
En 1628, l’église reçoit une nouvelle façade, dans le style classique. La niche centrale accueille une statue de la Vierge Marie ; au-dessus des portes latérales, les niches renfermaient certainement à l’origine des statues.
Le curé Laurent Amodru (1872-1886) releva l’église après le saccage survenu lors de la Commune.
Une flèche de neuf mètres est ajoutée au XIXe siècle, mais est détruite en 1900 par un incendie.

## Les vitraux
Les vitraux posés en 1914 furent détruits le 15 mars 1918 par l’explosion d’un dépôt de munitions de la Courneuve. La maison Champigneulle les restitua en 1919.
Vitrail central : le Christ Jésus tient le livre de la vie, avec les première et dernière lettres de l’alphabet, Alpha et Oméga : Jésus est le commencement et la fin. Il est entouré des premiers protecteurs de la paroisse : Saint Christophe, qui reconnut dans l’enfant qu’il aidait le Seigneur ; et saint Jacques, habillé en pèlerin, réconforté par la Vierge du Pilier pendant son apostolat en Espagne.
Vitraux du collatéral Nord
1 Chapelle du Saint-Sacrement et de Notre-Dame des Vertus: vitrail du Miracle de la pluie : le 14 mai 1336, les habitants d’Aubervilliers observent la statue de la Vierge Marie, alors que la pluie tombe enfin sur les cultures.
2 Vitrail du repentir du maréchal de Toulouse. Alors qu’il s’était moqué du Miracle de la pluie, ce seigneur tombe malade ; ayant invoqué la Vierge d’Aubervilliers, il est guéri. A genoux, un cierge à la main, il manifeste son regret et sa reconnaissance à la Vierge Marie.
3 Vitrail de la guérison d’un enfant de Saint-Denis noyé dans la Seine, au 14ème siècle. La basilique Saint- Denis est représentée avec sa flèche.
4 Vitrail de la guérison d’un enfant d’Argenteuil, sourd et muet, âgé de sept ans, un 27 mai, au 14ème siècle, pendant la messe.
5 Vitrail du baptême d'un enfant ressuscité en 1582 Le verrier a donné les traits du curé Antoine Rustain (1909-1940) au prêtre qui célèbre.
6 Vitrail de la résurrection d’un enfant de Paris en 1508
7 Vitrail de la guérison d’un hydropique de Paris en 1607

Vitraux du collatéral Sud
1 Au dessus du baptistère, les pèlerins illustres du XVIIème siècle et la main de la statue de Notre-Dame des Vertus
2 Vitrail du baptême du Christ par saint Jean le Baptiste
3 Vitrail de sainte Jeanne d'Arc (1412-1431). En 1424, pendant la guerre de Cent Ans, à Domrémy, Saint Michel raconte à Jeanne « la pitié qui était au royaume de France » et lui dit : « Sainte Catherine et sainte Marguerite viendront à toi, elles ont été choisies pour te conduire et te conseiller en tout ce que tu as à faire : crois ce qu’elles te diront, c'est l’ordre de Notre-Seigneur. » Le dessin s’inspire du tableau de Lenepveu au Panthéon (1886).
4 Vitrail du pèlerinage de toutes les paroisses de Paris le 17 avril 1529
5 Vitrail de l’apparition du Christ à sainte Marguerite-Marie à Paray-le-Monial en 1675. Dans la lancette, la basilique du Sacré-Cœur de Montmartre.
6 Vitrail de Louis XIII offrant Notre-Dame-des-Victoires à Notre-Dame des Vertus. Dans la lancette, saint Louis IX, roi de France.
7 Chapelle de saint Joseph: vitrail de Saint Fiacre, saint protecteur des agriculteurs.
Fils d’une noble famille d’Irlande, Fiacre (590-620) choisit le service du Christ. Il s’installe à Meaux, unissant prière, travail de la terre et soin des malades. Des choux rappellent la spécialité des maraichers de la Plaine des Vertus : le Chou Milan Hâtif d'Aubervilliers et le Chou de Milan Gros des Vertus.

## L'orgue de Notre-Dame des Vertus
Un orgue est réalisé de 1630 à 1635 par Pierre Pescheur. Le buffet, tout en chêne, est un grand corps de 1630 et un positif du 18ème siècle. Il est décoré d’harpies aux quatre angles des tambours. Les tourelles du buffet ont perdu leurs statues ou vasques de couronnement. L'orgue de trente jeux, comporte trois claviers et un pédalier à la française.
Considérant l’importance du matériel 17ème et 18ème siècle (buffet, sommiers, mécanique des notes et des jeux, tuyauterie), la restauration de 1987 le remit dans son état de 1780, ce qui a conduit le facteur Robert Chauvin à rallonger les tuyaux qui avaient été coupés au 19ème siècle.
Il a été inauguré le 10 novembre 1990 par l'organiste Michel Chapuis, concert auquel participait également Alain Cuny qui y a lu des textes de Claudel et Péguy.
Après une première restauration manquée entre 1980 et 1989, l'édifice bénéficie en 2012 de travaux de 1,367 M€, financés à 40 % par la DRAC, à 30 % par la Ville, avec le soutien des conseils régional et général[Lesquels ?]

## Pèlerinage de Notre-Dame-des-Vertus

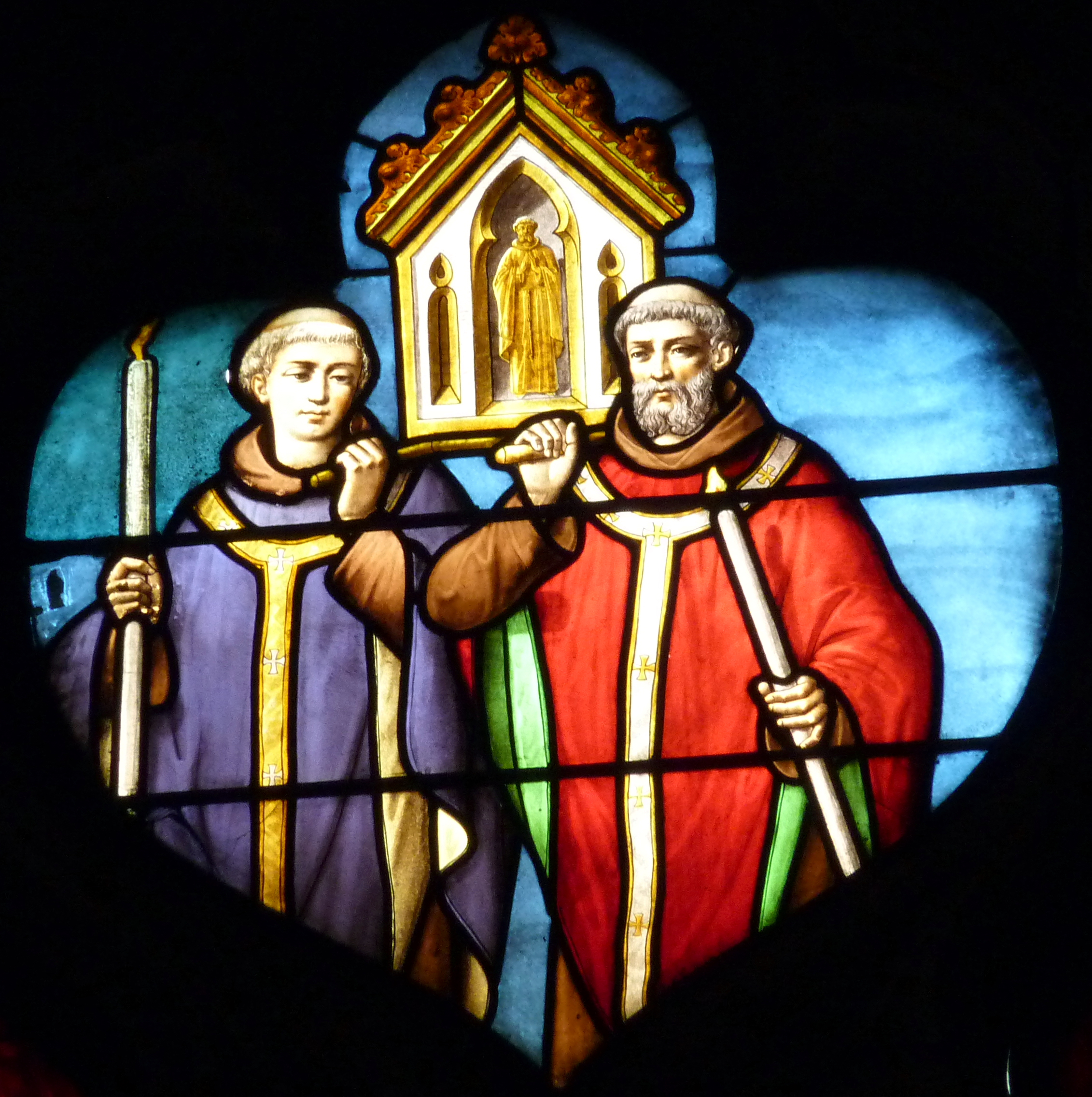
Reliquaire lors d'une procession, vitrail.

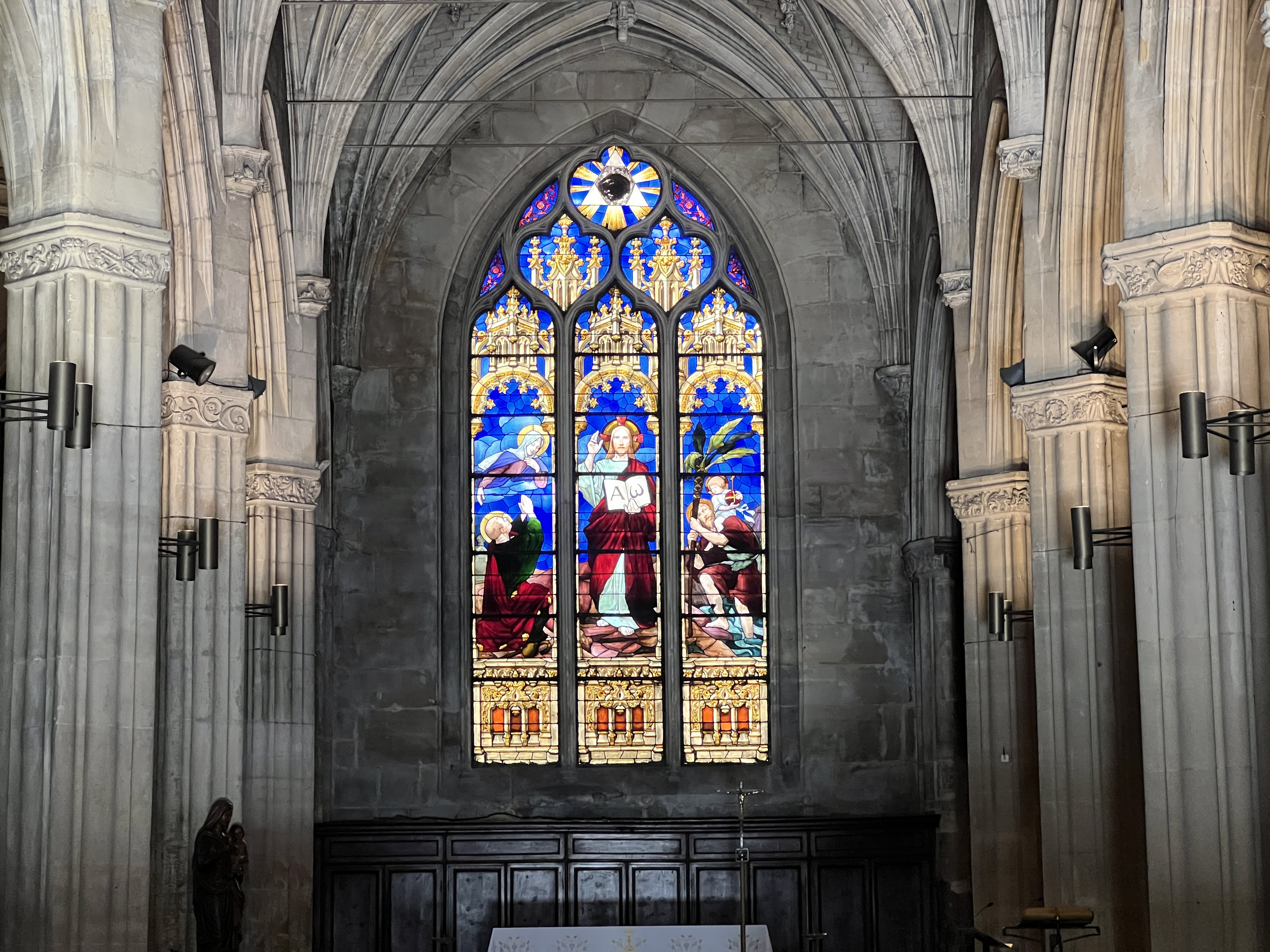
Vitrail principal avec les saints patrons de l'église, Christophe et Jacques entourant le Christ.

La statue en bois de Notre-Dame des Vertus fut brûlée le 12 octobre 1793. Mais à Paris, dans la chapelle Saint-Julien-le Pauvre, une confrérie conservait une copie de la vénérable statue d’Aubervilliers. Elle permit de réaliser en 1873, en bois de tilleul, une nouvelle statue Notre-Dame des Vertus pour l’église d’Aubervilliers. Deux anges en bois du 16ème siècle l’entourent.
Un vitrail représente le pèlerinage de toutes les paroisses de Paris le 17 avril 1529: devant les progrès du protestantisme, « toutes les paroisses de Paris s’assemblèrent en l’église cathédrale. Et de là allèrent en procession à Nostre Dame des Vertus à la clarté d’un grand nombre de torches et de flambeaux ».
Sur les lancettes du vitrail au dessus  du baptistère, on reconnaît d’illustres pèlerins qui vinrent chercher auprès de Notre-Dame des Vertus lumière et force : saint Ignace de Loyola, saint Vincent de Paul, le cardinal Pierre de Bérulle, saint Jean Baptiste de la Salle, la bienheureuse Marie Acarie de l’Incarnation, saint François de Sales, Monsieur Olier, saint Jean Eudes.
La bienheureuse Marie de l’Incarnation est également représentée sur un portrait (1874), portant un livre. Deux sentences y sont formulées : « Nous ne sommes que ce que nous sommes devant Dieu » et « Trop avare à qui Dieu ne suffit pas ».
Deux pèlerinages du roi Louis XIII sont attestés. Le roi Louis XIII vient le 5 octobre 1614 consacrer sa majorité (14 ans) à Notre-Dame des Vertus. En mai 1621, La Rochelle proclame son indépendance. Louis XIII ordonne le siège de la cité et vient à Aubervilliers implorer l’aide de la Vierge. Après un long siège, la victoire et la Paix d’Alès en 1629, le roi vient présenter à Notre-Dame des Vertus l’église qu’il fait construire en son honneur à Paris, l'église Notre-Dame-des-Victoires, considérée comme la fille de Notre-Dame-des-Vertus d’Aubervilliers.
Jean Baptiste de la Salle (1651-1719) vint en 1688 implorer l’aide de Notre-Dame des Vertus pour préserver les écoles qu’il avait ouvertes. Ce prêtre ouvrit des écoles pour les enfants pauvres et fonda la congrégation des Frères des écoles chrétiennes pour donner de bons maîtres aux enfants. Mais marqué par les oppositions et les calomnies, il vient chercher lumière et force auprès de Notre-Dame des Vertus. En 1892, une statue de Jean Baptiste de la Salle est installée par les anciens élèves dans l'église.
De nombreux ex-voto manifestent la reconnaissance de fidèles pour l’assistance de la Vierge Marie. En particulier les ex-voto de prisonniers de la Commune de Paris qui durent leur libération de la prison de La Roquette le 27 mai 1871 à Notre-Dame des Vertus.
Pendant la première guerre mondiale, de nombreux séminaristes et prêtres engagés vinrent se confier à Notre-Dame des Vertus. Un vitrail, grâce à un procédé photographique, représente des prêtres célébrant la messe dans l’église pendant la guerre de 1914-1918.
Chaque année un pèlerinage part de la basilique de Saint-Denis jusqu'à Notre-Dame des Vertus, et un autre maintenant abandonné, partant de l'église Saint-Denys de la Chapelle faisant bénéficier les pèlerins d'une indulgence plénière.
Cette dévotion remonte ici à l'an 1338, lorsque cette fête était célébrée le second mardi de mai. Les jours de pèlerinage étaient : l'Annonciation, le lundi et le mardi de Pâques, le 1er mai (Jour du pèlerinage actuel) et autres.
Guillaume d'Estouteville conféra des indulgences le 22 mai 1452 à ceux qui visiteraient l'église ces jours-là, encore étendues par Paul V à la fête de l'Immaculée Conception. Il est rétabli en 1866.

## La paroisse
1300 Aubervilliers devient paroisse et reçoit le nom: Saint Christophe d’Aubervilliers
Liste des curés d'Aubervilliers
1546        Pierre Poignant
1583 1602 Bertrand d'Imbonet
1609 1611 Hallumeau
1612 1614 Mathieu de Morgues
La cure est transmise aux Oratoriens en 1618 ; ceux-ci s’installent en 1623 dans des bâtiments qui leur sont cédés par François II de Montholon. L’établissement est ultérieurement connu sous le nom de maison de l’Oratoire.
1614 1619 Jacques Gallemant
1619 1623 Guillaume Farges
1623 1624 Martin Berthot
1624 1625 Leclerc
1625          Chauffour
1635          Charles Gérault
1636 1643 Alexis Deshayes
1643 1649 Pierre Camus
1649 1654 Jacques Fourmène
1655 1657 Pierre de Moissey
1658 1659 Claude Poncet
1663 1666 Jacques Thorentier
1666 1673 François de Saint-Pé
1673 1675 André Carmagnole
1675 1678 Guy Micault
1678 1680 Claude Yves d'Urfé
1681 1682 Jean-Baptiste Champflour
1684 1690 Pierre Boillot
1690 1692 Marin Gourreau
1692 1693 Jean Canard
1694 1699 Emery de Volluyre du Vivier
1699 1705 Vincent Pelaut
1706 1711 Jean-Baptiste Thouron
1711 1714 Étienne Poncet
1714          Michel Longuet
1714 1717 Vincent Pelaut
1717 1724 René de Volluyre de Mortagne
1727 1729 Joseph Geoffroy
1730 1733 Claude Le Seurre de Chantemerle
1735 1746 Louis Toucas
1746 1749 Antoine Bermond
1750 1755 François Payaut ou Payan ?
1755 1761 Jacques Herlin
1761 1767 Balthasar Rabbe
1768 1780 Bernard de Saint-Julien
1780 1794 Mesme Monnard
Prêtres qui se présentent pour officier pendant la Révolution
1795 Claude Primat
1795 Thomas Poulard
1796 Honoré Charles
1797 Jean Barrat
1797 Benoît Vessiere ?
1798 Jean Leroux
1799 Fuchic ou Noël Fulchri
1800 François Besnard ?
Prêtres nommés curés à la suite du retour à la paix religieuse
1802 1813 Pierre Gillet
1813 1814 Pierre Buttet
1814 1826 Charles Dubois
1826 1837 Jean Boileau
1837 1839 Jean-Joseph Falcimagne
1839 1865 Jean-François Escaille
1865 1869 Jean-Paul Faure
1871 1872 Jules Gosse
1872 1886 Laurent Amodru
1886 1901 Charles Bernard
1901 1909 Auguste Valadier
1909 1940 Antoine Rustain
1940-1944 Gaston Bouffanais
1944 1948 Edgar Injalbert
1948 1971 Pierre Petit
1971 1996 Jacques Lecœur
1996 2002 Jean-François Brard
2002 2010 Jean-Marc Danty La France
2010-2019 Benoît Aubert
2019-2020 Gaël Rehault
2021 20 François-Xavier Desgrange